# Сапунгорская улица
Сапунго́рская улица — улица в Балаклавском районе Севастополя, между 3-м отделением Золотой Балки и Ялтинским кольцом; примыкает к последнему. Фактически является продолжением Балаклавского шоссе.
Своё наименование получила 6 сентября 1958 года. Название происходит от возвышенности Сапун-Гора.

## Здания и строения
Двухуровневая автодорожная развязка с улицей Новикова в районе остановки общественного транспорта «10-й километр Балаклавского шоссе».
По улице Сапунгорская зарегистрировано всего 19 строений.